# Handelsman
Handelsman är ett något ålderdomligt ord på en person som, särskilt yrkesmässigt, köper och säljer något. Det kunde syfta på en köpman, men även avse någon som sålde varor över disk i en handelsbod. Det är belagt i svenska språket sedan 1621.

## Andra betydelser
Handelsman är också en föråldrad benämning på handelsfartyg. Som örlogsman för örlogsfartyg. Besläktat med engelskans merchantman respektive man-of-war.